# Rabwah
Rabwah, connu officiellement sous le nom Chenab Nagar est un village pakistanais situé dans le district de Chiniot, dans le nord de la province du Pendjab. Ancien lieu du siège mondial de l'Ahmadisme, la ville aurait environ 90 % d'Ahmadis parmi sa population. 
La population de la ville a été multipliée par près de quatre entre 1972 et 2017 selon les recensements officiels, passant de 15 879 habitants à 64 252. Entre 1998 et 2017, la croissance annuelle moyenne s'affiche à 2,0 %, inférieure à la moyenne nationale de 2,4 %. Selon le recensement de 2023, la population de la ville monte à 81 695 habitants.
|            | 1972 (rec.) | 1981 (rec.) | 1998 (rec.) | 2017 (rec.) | 2023 (rec.) |
| ---------- | ----------- | ----------- | ----------- | ----------- | ----------- |
| Population | 15 879      | 28 010      | 43 870      | 64 252      | 81 695      |